# Кулага
Кулага — разбойничий атаман, беглый крепостной и дезертир, организовавший речную пиратскую шайку, действовавшую по водным маршрутам Оки, Волги и Каспия в 1774—1775 гг. Случайно пойман в Дубовке и повешен в 1775 году в Царицыне.

## Биография
Крепостной князей Голицыных из деревни Отеревой Нижегородского уезда (около Борисова Поля), сбежал на Волгу в 1755 году. Следующие годы его неизвестны, в 1761 году он был схвачен властями в Астрахани. На допросе назвался «не помнящим родства», но после 3-х месячного ареста объявил себя беглым рекрутом Степаном Кулагиным. Мнимый рекрут был определен в Самарский полк, где прослужил 13 лет.
Дезертировал в 1774 году, организовал разбойничью шайку, использовавшую преимущественно водные маршруты, за дерзкие и успешные ограбления получил известность как разбойничий атаман «Кулага». Известны члены шайки: казанский семинарист Силантьев и беглый крепостной грузинского царевича Георгия Вахтанговича Федор Васильев из села Лыскога. Первым ограбленным был самарский чиновник Торпаков, потом ограблениям подверглись сёла Горбатово, Избылец, Подвязье, Дудин монастырь.
25 сентября 1775 года в посаде Дубовка войсковым старшиной Волжского казачьего войска Андреем Персидским случайно ночью была перехвачена лодка с 4 сообщниками Кулаги, в этот же день Кулагу узнал в дубовском кабаке «сказочный» Астраханской канцелярии Иванов, он тоже был схвачен. 9 октября всех арестованных отправили в Царицын, где позже повесили.